# Parc national d'Arusha

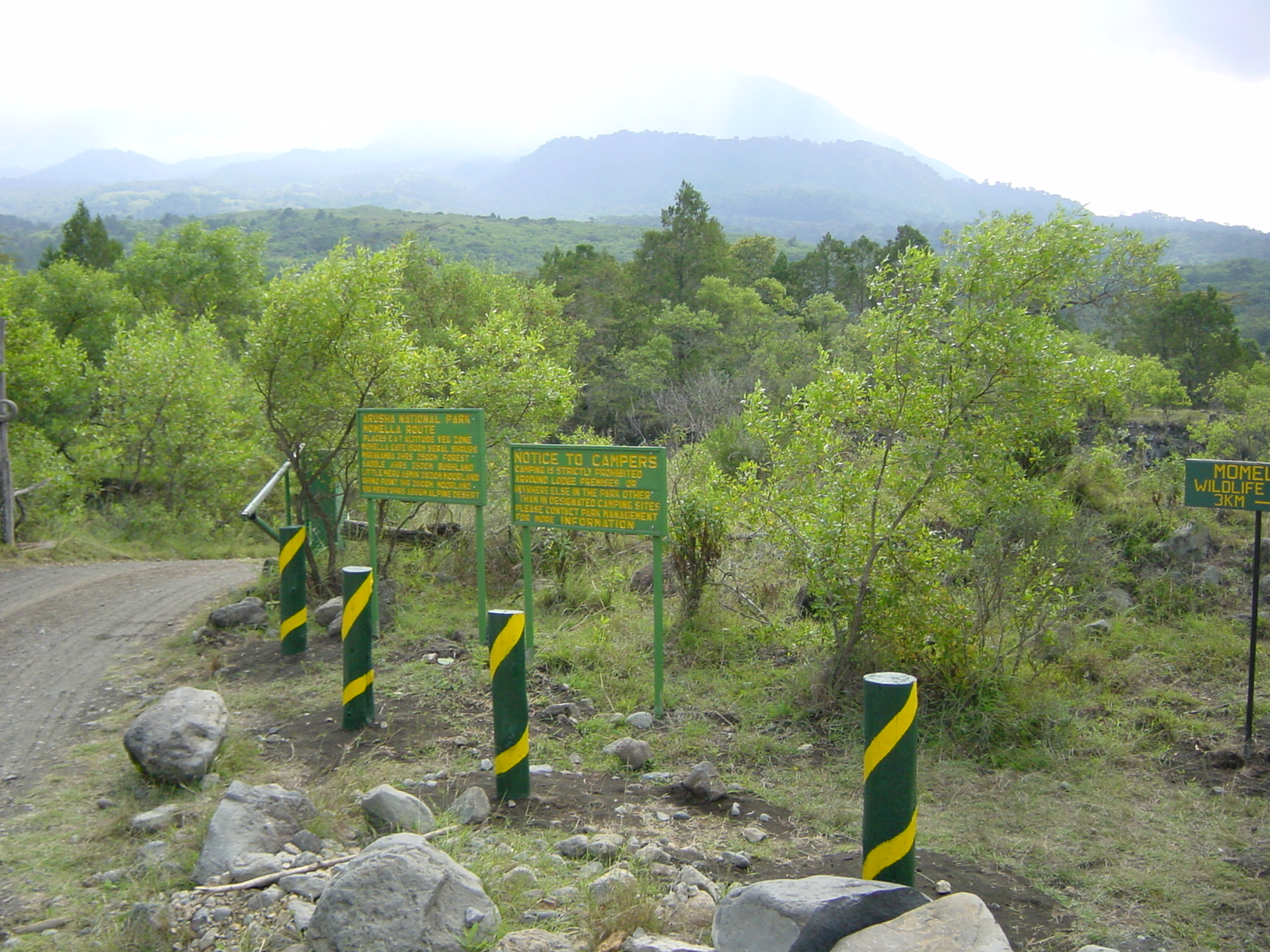
Entrée du parc, avec le Méru en arrière-plan.

Le parc national d’Arusha en Tanzanie couvre le mont Méru, un volcan culminant à 4 566 mètres dans la région d’Arusha, au nord du pays. D’une surface de 137 km2, il s’agit du plus petit parc national de Tanzanie. Le parc fut successivement nommé parc national du cratère Ngurdoto en 1960, puis parc national du mont Meru avant de recevoir son nom actuel en 1967.

## Description

Carte des parcs nationaux et réserves forestières autour du Kilimandjaro et du mont Méru.

Le parc est divisé en trois zones. À l’ouest, le cratère du Méru embrasse la rivière Jekukumia. Au sud-est, le cratère Ngurdoto est couvert de pâturages. Les lacs Momella au nord-est accueillent de nombreuses espèces d’oiseaux limicoles. Le Kilimandjaro, à 60 km au nord-est du parc, est visible par temps clair. L'altitude du parc va de 1 500 mètres jusqu'aux 4 565 mètres du mont Méru. Le parc est entouré de zones cultivées et de plantations. 
- le cratère Ngurdoto : mesurant 3 km de diamètre, il est couvert de forêt tropicale ou vivent de nombreuses espèces de singes. Dans le fond du cratère vit une multitude d'animaux, notamment des troupeaux de buffles.
- les lacs de Momella : plusieurs lacs, ou l'on rencontre des colonies de flamants roses, d'ibis, d'oies d'Egypte, et quelques hippopotames.
- le Mont Méru : 2e sommet de Tanzanie après le Kilimandjaro. Il est possible d'en faire l'ascension : comme il est peu connu, on y rencontre beaucoup moins de monde qu'au Kilimandjaro.

## Faune
Entre autres espèces, le parc abrite des éléphants, des girafes massaïs , des buffles, des zèbres, des phacochères, des colobes guérézas, des cercopithèques à diadème, des flamants roses. On n’y trouve pas de lions.

## Référence
- (en) Cet article est partiellement ou en totalité issu de l’article de Wikipédia en anglais intitulé « Arusha National Park » (voir la liste des auteurs).